# バルト駅
座標: 北緯59度26分23.82秒 東経24度44分13.74秒 / 北緯59.4399500度 東経24.7371500度
バルト駅（バルトえき、エストニア語: Balti jaam）は、エストニアの首都タリンにある鉄道駅である。タリン旅客駅（エストニア語: Tallinna reisijaam）とも呼ばれる。

## 概要
1860年代にサンクトペテルブルク - タリン - パルディスキを結ぶ路線が建設され、1870年に開業した。7面12線から構成され、短距離列車はエルロン、長距離列車はエデララウッテーやGoRailによって運行されている。